# Paraleiophasma
Paraleiophasma is een geslacht van Phasmatodea uit de familie Phasmatidae. De wetenschappelijke naam van dit geslacht is voor het eerst geldig gepubliceerd in 2008 door Chen & He.

## Soorten
Het geslacht Paraleiophasma omvat de volgende soorten:
- Paraleiophasma xinganense (Chen & He, 1993)
- Paraleiophasma yunnanense (Chen & He, 2008)